# 2013年のNFLドラフト
2013年のNFLドラフトは78回目のNFLドラフト。2013年4月22日から24日までの3日間ニューヨークのラジオシティ・ミュージックホールで開催され、NFL32チームから合計255名の選手が指名された。初日に1巡指名の32選手、2日目には2巡と3巡の指名、3日目には4巡から7巡の指名が行われた。全米ではNFLネットワークとESPNによって放送された。
ドラフト指名順は、2012年のレギュラーシーズンの成績及びプレーオフの成績に基づき決定された。2012年シーズン、2勝14敗と最も成績の悪かったカンザスシティ・チーフスから完全ウェイバー制で指名が行われた。全体1位ではエリック・フィッシャーが指名された。オフェンシブタックルの選手が全体1位で指名されるのは、1967年以降4人目であった。全米50州のうち、39州の高校出身者が指名され、テキサス州、カリフォルニア州の高校出身者がそれぞれ27名を占めた。大学別ではフロリダ州立大学から11人が指名された。
アメリカ国外からは11人の選手が指名された。ガーナから、ジギー・アンサー、エドムンド・クグビラ、トンガからスター・ロトゥレレイ、ドイツからビョルン・ヴェルナー、イングランドからメネリク・ワトソン、エストニアからマーガス・ハント、リベリアからシオ・ムーア、ジャマイカからトレヴァルド・ウィリアムズ、オーストラリアからジェシー・ウィリアムズ、カナダからルーク・ウィルソン、ジンバブエからスタンズリー・マポンガが指名され、前年のドラフトを上回った。この年のドラフトでは史上初めて1巡で1人のランニングバックも指名されなかった。9人のオフェンシブラインマンが1巡で指名された。
マッデンNFLの最新作、『マッデン25』のカバーアスリートに選ばれたプロフットボール殿堂入りRBバリー・サンダースがライオンズの1巡指名選手、ジギー・アンサーを読み上げた。
指名された254人のポジションごとの人数は次のとおりである。
- 30 ディフェンシブエンド
- 29 コーナーバック
- 28 ワイドレシーバー
- 27 ラインバッカー
- 23 ランニングバック
- 23 セイフティ
- 19 ディフェンシブタックル
- 18 オフェンシブガード
- 18 オフェンシブタックル
- 16 タイトエンド
- 11 クォーターバック
- 5 センター
- 3 フルバック
- 2 プレースキッカー
- 2 パンター

## アーリーエントリー
大学の最終学年ではない73人の選手が最終学年に進級せずに、アーリーエントリーを行い、その内の52人が指名された。

## 主なトレード
マイアミ・ドルフィンズが1巡全体12位と2巡全体42位の指名権をオークランド・レイダースにトレードして、1巡全体3位指名権を獲得、ディオン・ジョーダンを指名した。
セントルイス・ラムズがドラフト1巡全体16位、2巡全体46位、3巡全体78位、7巡全体22位をバッファロー・ビルズにトレードして、1巡全体8位、3巡全体71位を獲得してタボン・オースティンを指名した。
サンフランシスコ・フォーティナイナーズが1巡全体31位と3巡全体74位の指名権をダラス・カウボーイズにトレードして、1巡全体18位を獲得、エリック・リードを指名した。

## 指名選手一覧

### 1巡指名選手
| 指名順位 | チーム                                 | 選手名                     | ポジション | 出身大学               |
| 1        | カンザスシティ・チーフス               | エリック・フィッシャー     | OT         | 中央ミシガン大学       |
| 2        | ジャクソンビル・ジャガーズ             | ルーク・ジョッケル         | OT         | テキサスA&M大学        |
| 3        | マイアミ・ドルフィンズ                 | ディオン・ジョーダン       | DE         | オレゴン大学           |
| 4        | フィラデルフィア・イーグルス           | レーン・ジョンソン         | OT         | オクラホマ大学         |
| 5        | デトロイト・ライオンズ                 | ジギー・アンサー           | DE         | ブリガムヤング大学     |
| 6        | クリーブランド・ブラウンズ             | バーケビアス・ミンゴ       | DE         | ルイジアナ州立大学     |
| 7        | アリゾナ・カージナルス                 | ジョナサン・クーパー       | G          | ノースカロライナ大学   |
| 8        | セントルイス・ラムズ                   | タボン・オースティン       | WR         | ウェストバージニア大学 |
| 9        | ニューヨーク・ジェッツ                 | ディー・ミルナー           | CB         | アラバマ大学           |
| 10       | テネシー・タイタンズ                   | チャンス・ウォーマック     | G          | アラバマ大学           |
| 11       | サンディエゴ・チャージャーズ           | D・J・フルカー             | OT         | アラバマ大学           |
| 12       | オークランド・レイダース               | D・J・ヘイデン             | CB         | ヒューストン大学       |
| 13       | ニューヨーク・ジェッツ                 | シェルドン・リチャードソン | DT         | ミズーリ大学           |
| 14       | カロライナ・パンサーズ                 | スター・ロトゥレレア       | DT         | ユタ大学               |
| 15       | ニューオーリンズ・セインツ             | ケニー・バッカロ           | S          | テキサス大学           |
| 16       | バッファロー・ビルズ                   | EJ・マニュエル             | QB         | フロリダ州立大学       |
| 17       | ピッツバーグ・スティーラーズ           | ジャービス・ジョーンズ     | LB         | ジョージア大学         |
| 18       | サンフランシスコ・フォーティナイナーズ | エリック・リード           | S          | ルイジアナ州立大学     |
| 19       | ニューヨーク・ジャイアンツ             | ジャスティン・ピュー       | OT         | シラキュース大学       |
| 20       | シカゴ・ベアーズ                       | カイル・ロング             | G          | オレゴン大学           |
| 21       | シンシナティ・ベンガルズ               | タイラー・アイファート     | TE         | ノートルダム大学       |
| 22       | アトランタ・ファルコンズ               | デズモンド・トルファント   | CB         | ワシントン大学         |
| 23       | ミネソタ・バイキングス                 | シャリフ・フロイド         | DT         | フロリダ大学           |
| 24       | インディアナポリス・コルツ             | ビョルン・ヴェルナー       | DE         | フロリダ州立大学       |
| 25       | ミネソタ・バイキングス                 | ゼイビア・ローズ           | CB         | フロリダ州立大学       |
| 26       | グリーンベイ・パッカーズ               | デイトン・ジョーンズ       | DE         | UCLA                   |
| 27       | ヒューストン・テキサンズ               | ディアンドレ・ホプキンス   | WR         | クレムゾン大学         |
| 28       | デンバー・ブロンコス                   | シルベスター・ウィリアムズ | DT         | ノースカロライナ大学   |
| 29       | ミネソタ・バイキングス                 | コーダレル・パターソン     | WR         | テネシー大学           |
| 30       | セントルイス・ラムズ                   | アレック・オグレツリー     | LB         | ジョージア大学         |
| 31       | ダラス・カウボーイズ                   | トラビス・フレデリック     | C          | ウィスコンシン大学     |
| 32       | ボルチモア・レイブンズ                 | マット・イーラム           | S          | フロリダ大学           |

### 2巡指名選手
| 指名順位 | チーム                                 | 選手名                                                               | ポジション                                                           | 出身大学                                                             |
| 33       | ジャクソンビル・ジャガーズ             | ジョナサン・シプリアン                                               | S                                                                    | フロリダ国際大学                                                     |
| 34       | テネシー・タイタンズ                   | ジャスティン・ハンター                                               | WR                                                                   | テネシー大学                                                         |
| 35       | フィラデルフィア・イーグルス           | ザック・エルツ                                                       | TE                                                                   | スタンフォード大学                                                   |
| 36       | デトロイト・ライオンズ                 | ダリアス・スレイ                                                     | CB                                                                   | ミシシッピ州立大学                                                   |
| 37       | シンシナティ・ベンガルズ               | ジョバニ・バーナード                                                 | RB                                                                   | ノースカロライナ大学                                                 |
| 38       | サンディエゴ・チャージャーズ           | マンタイ・テオ                                                       | LB                                                                   | ノートルダム大学                                                     |
|          | クリーブランド・ブラウンズ             | 前年の補足ドラフトでジョシュ・ゴードンを指名したため指名権を失った。 | 前年の補足ドラフトでジョシュ・ゴードンを指名したため指名権を失った。 | 前年の補足ドラフトでジョシュ・ゴードンを指名したため指名権を失った。 |
| 39       | ニューヨーク・ジェッツ                 | ジーノ・スミス                                                       | QB                                                                   | ウェストバージニア大学                                               |
| 40       | サンフランシスコ・フォーティナイナーズ | タンク・カラディン                                                   | DE                                                                   | フロリダ州立大学                                                     |
| 41       | バッファロー・ビルズ                   | ロバート・ウッズ                                                     | WR                                                                   | USC                                                                  |
| 42       | オークランド・レイダース               | メネリク・ワトソン                                                   | OT                                                                   | フロリダ州立大学                                                     |
| 43       | タンパベイ・バッカニアーズ             | ジョンサン・バンクス                                                 | CB                                                                   | ミシシッピ州立大学                                                   |
| 44       | カロライナ・パンサーズ                 | ケイワン・ショート                                                   | DT                                                                   | パデュー大学                                                         |
|          | ニューオーリンズ・セインツ             | 2012年に発覚した違法な報奨金問題で指名権を失った。                   | 2012年に発覚した違法な報奨金問題で指名権を失った。                   | 2012年に発覚した違法な報奨金問題で指名権を失った。                   |
| 45       | アリゾナ・カージナルス                 | ケビン・ミンター                                                     | LB                                                                   | ルイジアナ州立大学                                                   |
| 46       | バッファロー・ビルズ                   | キコ・アロンゾ                                                       | LB                                                                   | オレゴン大学                                                         |
| 47       | ダラス・カウボーイズ                   | ギャビン・エスコバー                                                 | TE                                                                   | サンディエゴ州立大学                                                 |
| 48       | ピッツバーグ・スティーラーズ           | レベオン・ベル                                                       | RB                                                                   | ミシガン州立大学                                                     |
| 49       | ニューヨーク・ジャイアンツ             | ジョーナサン・ハンキンス                                             | DT                                                                   | USC                                                                  |
| 50       | シカゴ・ベアーズ                       | ジョナサン・ボスティック                                             | LB                                                                   | フロリダ大学                                                         |
| 51       | ワシントン・レッドスキンズ             | デビッド・アマーソン                                                 | CB                                                                   | ノースカロライナ州立大学                                             |
| 52       | ニューイングランド・ペイトリオッツ     | ジェイミー・コリンズ                                                 | DE                                                                   | 南ミシシッピ大学                                                     |
| 53       | シンシナティ・ベンガルズ               | マーガス・ハント                                                     | DE                                                                   | 南メソジスト大学                                                     |
| 54       | マイアミ・ドルフィンズ                 | ジャマー・テイラー                                                   | CB                                                                   | ボイシ州立大学                                                       |
| 55       | サンフランシスコ・フォーティナイナーズ | バンス・マクドナルド                                                 | TE                                                                   | ライス大学                                                           |
| 56       | ボルチモア・レイブンズ                 | アーサー・ブラウン                                                   | LB                                                                   | カンザス州立大学                                                     |
| 57       | ヒューストン・テキサンズ               | D・J・スウェリンガー                                                 | S                                                                    | サウスカロライナ大学                                                 |
| 58       | デンバー・ブロンコス                   | モンティー・ボール                                                   | RB                                                                   | ウィスコンシン大学                                                   |
| 59       | ニューイングランド・ペイトリオッツ     | アーロン・ドブソン                                                   | WR                                                                   | マーシャル大学                                                       |
| 60       | アトランタ・ファルコンズ               | ロバート・アルフォード                                               | CB                                                                   | 南ルイジアナ大学                                                     |
| 61       | グリーンベイ・パッカーズ               | エディー・レイシー                                                   | RB                                                                   | アラバマ大学                                                         |
| 62       | シアトル・シーホークス                 | クリスティン・マイケル                                               | RB                                                                   | テキサスA&M大学                                                      |

### 3巡指名選手
| 指名順位 | チーム                                 | 選手名                     | ポジション | 出身大学                       |
| 63       | カンザスシティ・チーフス               | トラビス・ケルシー         | TE         | シンシナティ大学               |
| 64       | ジャクソンビル・ジャガーズ             | ドウェイン・グラッツ       | CB         | コネティカット大学             |
| 65       | デトロイト・ライオンズ                 | ラリー・ウォーフォード     | G          | ケンタッキー大学               |
| 66       | オークランド・レイダース               | シオ・ムーア               | LB         | コネティカット大学             |
| 67       | フィラデルフィア・イーグルス           | ベニー・ローガン           | DT         | ルイジアナ州立大学             |
| 68       | クリーブランド・ブラウンズ             | レオン・マクファッデン     | CB         | サンディエゴ州立大学           |
| 69       | アリゾナ・カージナルス                 | タイラン・マシュー         | CB         | ルイジアナ州立大学             |
| 70       | テネシー・タイタンズ                   | ブリディ・リー＝ウィルソン | CB         | コネティカット大学             |
| 71       | セントルイス・ラムズ                   | T・J・マクドナルド         | S          | USC                            |
| 72       | ニューヨーク・ジェッツ                 | ブライアン・ウィンターズ   | G          | ケント州立大学                 |
| 73       | タンパベイ・バッカニアーズ             | マイク・グレノン           | QB         | ノースカロライナ州立大学       |
| 74       | ダラス・カウボーイズ                   | テランス・ウィリアムズ     | WR         | ベイラー大学                   |
| 75       | ニューオーリンズ・セインツ             | テロン・アームステッド     | OT         | アーカンソー大学パインブラフ校 |
| 76       | サンディエゴ・チャージャーズ           | キーナン・アレン           | WR         | カリフォルニア大学             |
| 77       | マイアミ・ドルフィンズ                 | ダラス・トーマス           | G          | テネシー大学                   |
| 78       | バッファロー・ビルズ                   | マーキス・グッドウィン     | WR         | テキサス大学                   |
| 79       | ピッツバーグ・スティーラーズ           | マーカス・ウィートン       | WR         | オレゴン州立大学               |
| 80       | ダラス・カウボーイズ                   | J・J・ウィルコックス       | S          | ジョージアサザン大学           |
| 81       | ニューヨーク・ジャイアンツ             | ダモントレ・ムーア         | DE         | テキサスA&M大学                |
| 82       | ニューオーリンズ・セインツ             | ジョン・ジェンキンズ       | DT         | ジョージア大学                 |
| 83       | ニューイングランド・ペイトリオッツ     | ローガン・ライアン         | CB         | ラトガース大学                 |
| 84       | シンシナティ・ベンガルズ               | ショーン・ウィリアムズ     | S          | ジョージア大学                 |
| 85       | ワシントン・レッドスキンズ             | ジョーダン・リード         | TE         | フロリダ大学                   |
| 86       | インディアナポリス・コルツ             | ヒュー・ソーントン         | G          | イリノイ大学                   |
| 87       | シアトル・シーホークス                 | ジョーダン・ヒル           | DT         | ペンシルベニア州立大学         |
| 88       | サンフランシスコ・フォーティナイナーズ | コーリー・レモニア         | DE         | オーバーン大学                 |
| 89       | ヒューストン・テキサンズ               | ブレナン・ウィリアムズ     | OT         | ノースカロライナ大学           |
| 90       | デンバー・ブロンコス                   | ケイボン・ウェブスター     | CB         | 南フロリダ大学                 |
| 91       | ニューイングランド・ペイトリオッツ     | デュロン・ハーモン         | S          | ラトガース大学                 |
| 92       | セントルイス・ラムズ                   | ステッドマン・ベイリー     | WR         | ウェストバージニア大学         |
| 93       | マイアミ・ドルフィンズ                 | ウィル・デービス           | CB         | ユタ州立大学                   |
| 94       | ボルチモア・レイブンズ                 | ブランドン・ウィリアムズ   | DT         | ミズーリサザン州立大学         |
| 95       | ヒューストン・テキサンズ               | サム・モンゴメリー         | DE         | ルイジアナ州立大学             |
| 96       | カンザスシティ・チーフス               | ナイル・デービス           | RB         | アーカンソー大学               |
| 97       | テネシー・タイタンズ                   | ゼイビア・グッデン         | LB         | ミズーリ大学                   |

### 4巡指名選手
| 指名順位 | チーム                                 | 選手名                     | ポジション | 出身大学                         |
| 98       | フィラデルフィア・イーグルス           | マット・バークリー         | QB         | USC                              |
| 99       | カンザスシティ・チーフス               | ニコ・ジョンソン           | LB         | アラバマ大学                     |
| 100      | タンパベイ・バッカニアーズ             | アキーム・スペンス         | DT         | イリノイ大学                     |
| 101      | ジャクソンビル・ジャガーズ             | エース・サンダース         | WR         | サウスカロライナ大学             |
| 102      | ニューイングランド・ペイトリオッツ     | ジョシュ・ボイス           | WR         | テキサスクリスチャン大学         |
| 103      | アリゾナ・カージナルス                 | アレックス・オカフォー     | DE         | テキサス大学                     |
| 104      | マイアミ・ドルフィンズ                 | ジェラニ・ジェンキンズ     | LB         | フロリダ大学                     |
| 105      | バッファロー・ビルズ                   | デューク・ウィリアムズ     | S          | ネバダ大学                       |
| 106      | マイアミ・ドルフィンズ                 | ディオン・シムズ           | TE         | ミシガン州立大学                 |
| 107      | テネシー・タイタンズ                   | ブライアン・シュウェンキ   | C          | カリフォルニア大学               |
| 108      | カロライナ・パンサーズ                 | エドマンド・クグビラ       | G          | バルドスタ州立大学               |
| 109      | グリーンベイ・パッカーズ               | デビッド・バクティアリ     | OT         | コロラド大学                     |
| 110      | ニューヨーク・ジャイアンツ             | ライアン・ナシブ           | QB         | シラキュース大学                 |
| 111      | ピッツバーグ・スティーラーズ           | シャマルコ・トーマス       | S          | シラキュース大学                 |
| 112      | オークランド・レイダース               | タイラー・ウィルソン       | QB         | アーカンソー大学                 |
| 113      | セントルイス・ラムズ                   | バレット・ジョーンズ       | G          | アラバマ大学                     |
| 114      | ダラス・カウボーイズ                   | B・W・ウェブ               | CB         | ウィリアム・アンド・メアリー大学 |
| 115      | ピッツバーグ・スティーラーズ           | ランドリー・ジョーンズ     | QB         | オクラホマ大学                   |
| 116      | アリゾナ・カージナルス                 | アール・ワトフォード       | G          | ジェームズ・マディソン大学       |
| 117      | シカゴ・ベアーズ                       | ハシーム・グリーン         | LB         | ラトガース大学                   |
| 118      | シンシナティ・ベンガルズ               | ショーン・ポーター         | LB         | テキサスA&M大学                  |
| 119      | ワシントン・レッドスキンズ             | フィリップ・トーマス       | S          | フレズノ州立大学                 |
| 120      | ミネソタ・バイキングス                 | ジェラルド・ホッジス       | LB         | ペンシルベニア州立大学           |
| 121      | インディアナポリス・コルツ             | ハレド・ホームズ           | C          | USC                              |
| 122      | グリーンベイ・パッカーズ               | J・C・トレッター           | OT         | コーネル大学                     |
| 123      | シアトル・シーホークス                 | クリス・ハーパー           | WR         | カンザス州立大学                 |
| 124      | ヒューストン・テキサンズ               | トレヴァード・ウィリアムズ | DE         | コネチカット大学                 |
| 125      | グリーンベイ・パッカーズ               | ジョナサン・フランクリン   | RB         | UCLA                             |
| 126      | タンパベイ・バッカニアーズ             | ウィリアム・ゴルストン     | DE         | ミシガン州立大学                 |
| 127      | アトランタ・ファルコンズ               | マリシア・グッドマン       | DE         | クレムゾン大学                   |
| 128      | サンフランシスコ・フォーティナイナーズ | クイントン・パットン       | WR         | ルイジアナ工科大学               |
| 129      | ボルチモア・レイブンズ                 | ジョン・サイモン           | DE         | オハイオ州立大学                 |
| 130      | ボルチモア・レイブンズ                 | カイル・ユーズチェック     | FB         | ハーバード大学                   |
| 131      | サンフランシスコ・フォーティナイナーズ | マーカス・ラティモア       | RB         | サウスカロライナ大学             |
| 132      | デトロイト・ライオンズ                 | デビン・テイラー           | DE         | サウスカロライナ大学             |
| 133      | アトランタ・ファルコンズ               | レビン・トイロロ           | TE         | スタンフォード大学               |

### 5巡指名選手
| 指名順位 | チーム                                 | 選手名                   | ポジション | 出身大学                 |
| 134      | カンザスシティ・チーフス               | サンダース・カミングス   | CB         | ジョージア大学           |
| 135      | ジャクソンビル・ジャガーズ             | デナード・ロビンソン     | RB         | ミシガン大学             |
| 136      | フィラデルフィア・イーグルス           | アール・ウルフ           | S          | ノースカロライナ州立大学 |
| 137      | シアトル・シーホークス                 | ジェシー・ウィリアムズ   | CB         | アラバマ大学             |
| 138      | シアトル・シーホークス                 | タロルド・サイモン       | CB         | ルイジアナ州立大学       |
| 139      | インディアナポリス・コルツ             | モントリ・ヒューズ       | DT         | テネシー大学マーティン校 |
| 140      | アリゾナ・カージナルス                 | ステファン・テイラー     | RB         | スタンフォード大学       |
| 141      | ニューヨーク・ジェッツ                 | オデイ・アボウシ         | G          | バージニア大学           |
| 142      | テネシー・タイタンズ                   | ラヴァー・エドワーズ     | DE         | ルイジアナ州立大学       |
| 143      | バッファロー・ビルズ                   | ジョナサン・ミークス     | S          | クレムゾン大学           |
| 144      | ニューオーリンズ・セインツ             | ケニー・スティルズ       | WR         | オクラホマ大学           |
| 145      | サンディエゴ・チャージャーズ           | スティーブ・ウィリアムズ | CB         | カリフォルニア大学       |
| 146      | デンバー・ブロンコス                   | クアンテラス・スミス     | DE         | 西ケンタッキー大学       |
| 147      | タンパベイ・バッカニアーズ             | スティーブン・ミーンズ   | LB         | バッファロー大学         |
| 148      | カロライナ・パンサーズ                 | A・J・クライン           | LB         | アイオワ州立大学         |
| 149      | セントルイス・ラムズ                   | ブランドン・マギー       | CB         | マイアミ大学             |
| 150      | ピッルバーグ・スティーラーズ           | テリー・ホーソーン       | CB         | イリノイ大学             |
| 151      | ダラス・カウボーイズ                   | ジョセフ・ランドル       | RB         | オクラホマ州立大学       |
| 152      | ニューヨーク・ジャイアンツ             | クーパー・テイラー       | S          | リッチモンド大学         |
| 153      | アトランタ・ファルコンズ               | スタンズリー・マポンガ   | DE         | テキサスクリスチャン大学 |
| 154      | ワシントン・レッドスキンズ             | クリス・トンプソン       | RB         | フロリダ州立大学         |
| 155      | ミネソタ・バイキングス                 | ジェフ・ロック           | P          | UCLA                     |
| 156      | シンシナティ・ベンガルズ               | タナー・ホーキンソン     | OT         | カンザス大学             |
| 157      | サンフランシスコ・フォーティナイナーズ | クイントン・ダイアル     | DE         | アラバマ大学             |
| 158      | シアトル・シーホークス                 | ルーク・ウィルソン       | TE         | ライス大学               |
| 159      | グリーンベイ・パッカーズ               | ミカ・バイド             | CB         | アイオワ大学             |
| 160      | セントルイス・ラムズ                   | ザック・ステイシー       | RB         | バンダービルト大学       |
| 161      | デンバー・ブロンコス                   | タバレス・キング         | WR         | ジョージア大学           |
| 162      | ワシントン・レッドスキンズ             | ブランドン・ジェンキンス | LB         | フロリダ州立大学         |
| 163      | シカゴ・ベアーズ                       | ジョーダン・ミルズ       | OT         | ルイジアナ工科大学       |
| 164      | マイアミ・ドルフィンズ                 | マイク・ギリスリー       | RB         | フロリダ大学             |
| 165      | グリーンベイ・パッカーズ               | サム・マーティン         | WR         | アパラチアン州立大学     |
| 166      | ボルチモア・レイブンズ                 | ケイレブ・スタージス     | K          | フロリダ大学             |
| 167      | ジャクソンビル・ジャガーズ             | ジョシュ・ボイド         | DT         | ミシシッピ州立大学       |
| 168      | カンザスシティ・チーフス               | リッキー・ワグナー       | OT         | ウィスコンシン大学       |

### 6巡指名選手
| 指名順位 | チーム                                 | 選手名                   | ポジション | 出身大学                           |
| 169      | ジャクソンビル・ジャガーズ             | ジョシュ・エバンズ       | S          | フロリダ大学                       |
| 170      | カンザスシティ・チーフス               | エリック・カッシュ       | C          | カリフォルニア大学ペンシルベニア校 |
| 171      | デトロイト・ライオンズ                 | コーリー・フラー         | WR         | バージニア工科大学                 |
| 172      | オークランド・レイダース               | ニック・カサ             | TE         | コロラド大学                       |
| 173      | デンバー・ブロンコス                   | ヴィンストン・ペインター | OT         | バージニア工科大学                 |
| 174      | アリゾナ・カージナルス                 | ライアン・スウォープ     | WR         | テキサスA&M大学                    |
| 175      | クリーブランド・ブラウンズ             | ジャモリス・スローター   | S          | ノートルダム大学                   |
| 176      | ヒューストン・テキサンズ               | デビッド・ケッセンベリー | OT         | サンノゼ州立大学                   |
| 177      | バッファロー・ビルズ                   | ダスティン・ホプキンス   | K          | フロリダ州立大学                   |
| 178      | ニューヨーク・ジェッツ                 | ウィリアム・キャンベル   | G          | ミシガン大学                       |
| 179      | サンディエゴ・チャージャーズ           | トゥレク・ウィリアムズ   | DE         | フロリダ国際大学                   |
| 180      | サンフランシスコ・フォーティナイナーズ | ニック・ムーディ         | LB         | フロリダ州立大学                   |
| 181      | オークランド・レイダース               | ラタビアス・マレー       | RB         | セントラルフロリダ大学             |
| 182      | カロライナ・パンサーズ                 | ケンジョン・バーナー     | RN         | オレゴン大学                       |
| 183      | ニューオーリンズ・セインツ             | ルーフス・ジョンソン     | C          | タールトン州立大学                 |
| 184      | オークランド・レイダース               | マイカル・リバース       | TE         | テネシー大学                       |
| 185      | ダラス・カウボーイズ                   | デボンテ・ホロマン       | LB         | サウスカロライナ大学               |
| 186      | ピッツバーグ・スティーラーズ           | ジャスティン・ブラウン   | DE         | オクラホマ大学                     |
| 187      | アリゾナ・カージナルス                 | アンドレ・エリントン     | RB         | クレムゾン大学                     |
| 188      | シカゴ・ベアーズ                       | コーネリアス・ワシントン | DE         | ジョージア大学                     |
| 189      | タンパベイ・バッカニアーズ             | マイク・ジェームズ       | RB         | マイアミ大学                       |
| 190      | シンシナティ・ベンガルズ               | レックス・バークヘッド   | RB         | ネブラスカ大学                     |
| 191      | ワシントン・レッドスキンズ             | バカリ・ランボー         | S          | ジョージア大学                     |
| 192      | インディアナポリス・コルツ             | ジョン・ボイエット       | S          | オレゴン大学                       |
| 193      | グリーンベイ・パッカーズ               | ネイト・パーマー         | OLB        | イリノイ州立大学                   |
| 194      | シアトル・シーホークス                 | スペンサー・ウェア       | RB         | ルイジアナ州立大学                 |
| 195      | ヒューストン・テキサンズ               | アラン・ボナー           | WR         | ジャクソンビル州立大学             |
| 196      | ミネソタ・バイキングス                 | ジェフ・バカ             | G          | UCLA                               |
| 197      | シンシナティ・ベンガルズ               | コービ・ハミルトン       | WR         | アーカンソー大学                   |
| 198      | ヒューストン・テキサンズ               | クリス・ジョーンズ       | DT         | ボーリング・グリーン州立大学       |
| 199      | デトロイト・ライオンズ                 | テオ・リディック         | RB         | ノートルダム大学                   |
| 200      | ボルチモア・レイブンズ                 | カプロン・ルイス＝ムーア | DE         | ノートルダム大学                   |
| 201      | ヒューストン・テキサンズ               | ライアン・グリフィン     | TE         | コネチカット大学                   |
| 202      | テネシー・タイタンズ                   | ハリッド・ウッテン       | CB         | ネバダ大学                         |
| 203      | ボルチモア・レイブンズ                 | ライアン・ジェンセン     | OT         | コロラド州立大学プエブロ校         |
| 204      | カンザスシティ・チーフス               | ブラデン・ウィルソン     | FB         | カンザス州立大学                   |
| 205      | オークランド・レイダース               | ステイシー・マギー       | DT         | オクラホマ大学                     |
| 206      | ピッツバーグ・スティーラーズ           | ビンス・ウィリアムズ     | LB         | フロリダ州立大学                   |

### 7巡指名選手
| 指名順位 | チーム                                 | 選手名                       | ポジション | 出身大学                 |
| 207      | カンザスシティ・チーフス               | マイク・カタパーノ           | DE         | プリンストン大学         |
| 208      | ジャクソンビル・ジャガーズ             | ジェレミー・ハリス           | CB         | ニューメキシコ州立大学   |
| 209      | オークランド・レイダース               | ブライス・バトラー           | WR         | サンディエゴ州立大学     |
| 210      | ジャクソンビル・ジャガーズ             | デメトリアス・マクレー       | CB         | アパラチアン州立大学     |
| 211      | デトロイト・ライオンズ                 | マイケル・ウィリアムズ       | TE         | アラバマ大学             |
| 212      | フィラデルフィア・イーグルス           | ジョー・クルーガー           | DE         | ユタ大学                 |
| 213      | ミネソタ・バイキングス                 | マイケル・モーティ           | LB         | ペンシルベニア州立大学   |
| 214      | ミネソタ・バイキングス                 | トラビス・ボンド             | G          | ノースカロライナ大学     |
| 215      | ニューヨーク・ジェッツ                 | トミー・ボハノン             | FB         | ウェイクフォレスト大学   |
| 216      | グリーンベイ・パッカーズ               | チャールズ・ジョンソン       | WR         | グランドバレー州立大学   |
| 217      | クリーブランド・ブラウンズ             | アーマンティ・ブライアント   | DE         | イーストセントラル大学   |
| 218      | フィラデルフィア・イーグルス           | ジョーダン・ポイアー         | CB         | オレゴン州立大学         |
| 219      | アリゾナ・カージナルス                 | D・C・ジェファーソン         | TE         | ラトガース大学           |
| 220      | シアトル・シーホークス                 | ライアン・シーモア           | G          | バンダービルト大学       |
| 221      | サンディエゴ・チャージャーズ           | ブラッド・ソーレンセン       | QB         | 南ユタ大学               |
| 222      | バッファロー・ビルズ                   | クリス・グラッグ             | TE         | アーカンソー大学         |
| 223      | ピッツバーグ・スティーラーズ           | ニコラス・ウィリアムズ       | DT         | サンフォード大学         |
| 224      | グリーンベイ・パッカーズ               | ケビン・ドーシー             | WR         | メリーランド大学         |
| 225      | ニューヨーク・ジャイアンツ             | エリック・ハーマン           | G          | オハイオ大学             |
| 226      | ニューイングランド・ペイトリオッツ     | マイケル・ブキャナン         | DE         | イリノイ大学             |
| 227      | クリーブランド・ブラウンズ             | ギャレット・ギルキー         | G          | シャドロン州立大学       |
| 228      | ワシントン・レッドスキンズ             | ジャワン・ジェイミソン       | RB         | ラトガース大学           |
| 229      | ミネソタ・バイキングス                 | エバレット・ドーキンス       | DT         | フロリダ州立大学         |
| 230      | インディアナポリス・コルツ             | カーウィン・ウィリアムズ     | RB         | ユタ州立大学             |
| 231      | シアトル・シーホークス                 | タイ・パウエル               | LB         | ハーディング大学         |
| 232      | グリーンベイ・パッカーズ               | サム・バリントン             | LB         | 南フロリダ大学           |
| 233      | オークランド・レイダース               | デビッド・バス               | DE         | ミズーリウェスタン大学   |
| 234      | デンバー・ブロンコス                   | ザック・ダイサート           | QB         | マイアミ大学             |
| 235      | ニューイングランド・ペイトリオッツ     | スティーブ・ビューハーネイス | LB         | ラトガース大学           |
| 236      | シカゴ・ベアーズ                       | マーキス・ウィルソン         | WR         | ワシントン州立大学       |
| 237      | サンフランシスコ・フォーティナイナーズ | B・J・ダニエルズ             | QB         | 南フロリダ大学           |
| 238      | ボルチモア・レイブンズ                 | アーロン・メレット           | WR         | エロン大学               |
| 239      | フィラデルフィア・イーグルス           | デビッド・キング             | DE         | オクラホマ大学           |
| 240      | シンシナティ・ベンガルズ               | リード・フレーゲル           | OT         | オハイオ州立大学         |
| 241      | シアトル・シーホークス                 | ジャレッド・スミス           | DT         | ニューハンプシャー大学   |
| 242      | シアトル・シーホークス                 | マイケル・ブーイ             | OT         | ノースイースタン州立大学 |
| 243      | アトランタ・ファルコンズ               | ケマル・イシュマエル         | S          | セントラルフロリダ大学   |
| 244      | アトランタ・ファルコンズ               | ジーク・モッタ               | S          | ノートルダム大学         |
| 245      | デトロイト・ライオンズ                 | ブランドン・ヘプバーン       | LB         | フロリダA&M大学          |
| 246      | サンフランシスコ・フォーティナイナーズ | カーター・バイカウスキー     | OT         | アイオワ州立大学         |
| 247      | ボルチモア・レイブンズ                 | マーク・アンソニー           | CB         | カリフォルニア大学       |
| 248      | テネシー・タイタンズ                   | デイミオン・スタッフォード   | S          | ネブラスカ大学           |
| 249      | アトランタ・ファルコンズ               | ショーン・レンフリー         | QB         | デューク大学             |
| 250      | マイアミ・ドルフィンズ                 | ドン・ジョーンズ             | S          | アーカンソー州立大学     |
| 251      | シンシナティ・ベンガルズ               | T・J・ジョンソン             | C          | サウスカロライナ大学     |
| 252      | サンフランシスコ・フォーティナイナーズ | マーカス・クーパー           | CB         | ラトガース大学           |
| 253      | ニューヨーク・ジャイアンツ             | マイケル・コックス           | RB         | マサチューセッツ大学     |
| 254      | インディアナポリス・コルツ             | ジャスティス・カニングハム   | TE         | サウスカロライナ大学     |

## ドラフト外入団の主な選手
| チーム                                 | 選手名                       | ポジション | 大学                         |
| アリゾナ・カージナルス                 | トニー・ジェファーソン       | SS         | オクラホマ大学               |
| アトランタ・ファルコンズ               | ライアン・シュレイダー       | OT         | バルドスタ州立大学           |
| アトランタ・ファルコンズ               | ポール・ウォリロー           | LB         | デラウェア大学               |
| アトランタ・ファルコンズ               | ジョプロ・バートゥ           | LB         | テキサス州立大学             |
| ボルチモア・レイブンズ                 | ジョーダン・ディベイ         | T          | メンフィスア大学             |
| ボルチモア・レイブンズ                 | ブリンデン・トラウィック     | S          | トロイ大学                   |
| バッファロー・ビルズ                   | ニッケル・ロビー＝コールマン | CB         | USC                          |
| バッファロー・ビルズ                   | ジェフ・テュール             | QB         | ワシントン州立大学           |
| シカゴ・ベアーズ                       | トレス・ウェイ               | P          | オクラホマ大学               |
| ダラス・カウボーイズ                   | ジェフ・ヒース               | TE         | サギノーバレー州立大学       |
| デンバー・ブロンコス                   | C・J・アンダーソン           | RB         | カリフォルニア大学           |
| グリーンベイ・パッカーズ               | レーン・テイラー             | G          | オクラホマ州立大学           |
| ヒューストン・テキサンズ               | A・J・ボウイ                 | CB         | セントラルフロリダ大学       |
| インディアナポリス・コルツ             | ブランドン・マクマナス       | K          | テンプル大学                 |
| ジャクソンビル・ジャガーズ             | ジェイソン・マイアーズ       | K          | マリスト大学                 |
| ミネソタ・バイキングス                 | ザック・ライン               | FB         | 南メソジスト大学             |
| ミネソタ・バイキングス                 | アダム・シーレン             | WR         | ミネソタ州立大学             |
| ニューイングランド・ペイトリオッツ     | ライアン・アレン             | P          | ルイジアナ工科大学           |
| ニューヨーク・ジェッツ                 | ブレット・メヒア             | K          | ネブラスカ大学               |
| フィラデルフィア・イーグルス           | ジェームズ・ウィンチェスター | LS         | オクラホマ大学               |
| フィラデルフィア・イーグルス           | ブラッド・ウィング           | P          | ルイジアナ州立大学           |
| サンディエゴ・チャージャーズ           | ジャリール・アダエ           | SS         | 中央ミシガン大学             |
| サンフランシスコ・フォーティナイナーズ | ケビン・マクダーモット       | LS         | UCLA                         |
| サンフランシスコ・フォーティナイナーズ | パトリック・オマメー         | G          | ミシガン大学                 |
| サンフランシスコ・フォーティナイナーズ | コルトン・シュミット         | P          | カリフォルニア大学デービス校 |
| テネシー・タイタンズ                   | ジャック・ドイル             | TE         | 西ケンタッキー大学           |
| ワシントン・レッドスキンズ             | ウィル・コンプトン           | LB         | ネブラスカ大学               |

## 補足ドラフト
補足ドラフトは7月11日に行われ、6人の選手がエントリーしたが、2008年以来5年ぶりにどの選手も指名されなかった。